# سن جیورجیو دی پیانو
سن جیورجیو دی پیانو (به ایتالیایی: San Giorgio di Piano) یک کومونه در ایتالیا است که در استان بولونیا واقع شده‌است.

## خصوصیات
سن جیورجیو دی پیانو ۳۰ کیلومترمربع مساحت و ۸٬۴۷۲ نفر جمعیت دارد و ۲۱ متر بالاتر از سطح دریا واقع شده‌است.